# Балыклыкуль
Балыклыкуль (баш. Балыҡлыкүл) — деревня в Балклыкульском сельсовете Аургазинского района Республики Башкортостан России.

## История
В «Списке населенных мест по сведениям 1870 года», изданном в 1877 году, населённый пункт упомянут дважды: как деревни Балыклыкулева 1-го стана Стерлитамакского уезда Уфимской губернии. Располагались при озере Балыклыкуле, по левую сторону Оренбургского почтового тракта из Стерлитамака в Уфу, в 42 верстах от уездного города Стерлитамака и в 8 верстах от становой квартиры в деревне Толбазы (Адиль-Муратова). В деревнях, в 145 дворах жили 1011 человек (509 мужчин и 502 женщины, татары, мещеряки, тептяри), были 3 мечети, 2 училища, водяная мельница. Жители занимались земледелием, скотоводством, лесным промыслом.
По сведениям переписи 1897 года, в деревнях Балыклы (Балыклыбашева), Балыклы Кулева II-я и III-я Стерлитамакского уезда Уфимской губернии жили 2608 человек (1289 мужчин и 1319 женщин), все мусульмане.

## Население
| 2002 | 2009 | 2010 |
| ---- | ---- | ---- |
| 458  | ↘415 | ↗417 |

Согласно переписи 2002 года, преобладающая национальность — татары (93 %).

## Географическое положение
Расположена на берегах озера Балыклыкуль, которое дало название населённому пункту.
Расстояние до:
- районного центра (Толбазы): 9 км,
- ближайшей железнодорожной станции (Белое Озеро): 39 км.

## Известные уроженцы
- Ариткулов, Давлет Шагиевич (1901—1943) — участник Гражданской войны в России и Великой Отечественной войны, майор гвардии, комиссар штаба 112-й Башкирской кавалерийской дивизии.